# Souleymane Pamoussou
Souleymane Pamoussou ist ein ivorischer Straßenradrennfahrer.
Souleymane Pamoussou wurde 2002 ivorischer Meister im Einzelzeitfahren der Eliteklasse. In der Saison 2005 gewann er die zehnte Etappe bei der Tour de l’Or Blanc. Zwei Jahre später war er bei der Tour de l’Or Blanc bei fünf Teilstücken erfolgreich und in der Gesamtwertung belegte er den zweiten Platz hinter seinem Landsmann Eugène Kouamé Lokossoué. 2008 wurde er einmal Etappendritter bei dem zwölften Tagesabschnitt in Korhogo.

## Erfolge
2002
- Ivorischer Meister – Einzelzeitfahren